# Karl von Bernuth
Karl von Bernuth (* 11. Dezember 1774 in Hamm; † 10. Juni 1843 in Münster) war ein deutscher Jurist.

## Leben
Geboren als Sohn des Kriegs- und Steuerrats Jakob von Bernuth besuchte Karl das Gymnasium Hammonense, das er 1792 mit dem Abitur verließ. 1793 begann er an der Universität Erlangen ein Studium der Rechtswissenschaften, das er 1795 in Marburg fortsetzte. In Erlangen wurde er 1794 Mitglied der Erlanger Westfalen. Nach Abschluss des Studiums trat er in den Staatsdienst ein. 1804 ist er Geheimer Regierungsrat in Münster und 1809 Tribunalpräsident in Dillenburg. 1815 kehrte er nach Münster zurück, wo er zum Vizepräsidenten des Oberlandesgerichts Münster wurde. 1824 wurde er zum Präsidenten des Oberlandesgerichts Münster ernannt. Das Präsidium hatte er bis 1839 inne.

## Familie
Bernuth hatte sich am 8. Oktober 1805 in Münster mit Luise Freiin von der Recke (1787–1862) aus dem Hause Uentrop verheiratet. Aus der Ehe gingen folgende Kinder hervor:
- Ida (1806–1858)
- August (1808–1889), preußischer Staats- und Justizminister ⚭ Marie Delhaes (1820–1863)
- Ernst (1810–1837)
- Angelika (1812–1898) ⚭ Hermann Epping († 1877), Kaufmann
- Betty (1814–1848)
- Eleonore (1815–1840)
- Louis (1818–1881), Chef der Materialverwaltung der Österreichischen Südbahn ⚭ Charlotte Österlein
- Fritz (1819–1906), preußischer Generalmajor
- Wilhelm (1821–1888), preußischer Oberstleutnant
- Karl (1823–1880)
- Henriette
- Karoline